# 天草市立牛深市民病院
天草市立牛深市民病院（あまくさしりつうしぶかしみんびょういん）は熊本県天草市牛深町にある医療機関である。

## 沿革
出典
- 設立年度不詳
  - 採炭企業の産業復興公団診療所として設立
- 1950年 昭和25年
  - 10月 魚貫村立診療所と改称(内科、外科を標榜)
- 1951年 昭和26年
  - 4月 魚貫村立病院として開設(病床20床)
- 1954年 昭和29年
  - 7月 5ヶ町村合併により牛深市民病院と改称(産婦人科増設)
- 1958年 昭和33年
  - 4月 増築により53床に増床認可
- 1963年 昭和38年
  - 4月 整形外科増設
- 1969年 昭和44年
  - 4月牛深市牛深町1128-1に移転開院 牛深市民病院と改称。内科、外科、整形外科、産婦人科、小児科、循環器科、眼科、耳鼻咽頭科の8科を標榜。109床に増床する。
  - 10月 150床に増床認可
- 1983年 昭和58年
  - 4月 伝染病床15床を8床に変更
- 1997年 平成9年
  - 5月 牛深市老人訪問看護ステーション設置
- 2002年 平成14年
  - 3月 牛深市牛深町3050番地に移転開院
- 2005年 平成17年
  - 10月 一般病床105床、療養病床45床に変更
- 2006年 平成18年
  - 3月 病院名を天草市立牛深市民病院に改称
- 2008年 平成20年
  - 4月 在宅介護支援センター廃止
- 2010年 平成22年
  - 3月 訪問看護ステーション休止
  - 4月 診療科にリハビリテーション科・人工透析内科を追加
- 2017年 平成29年
  - 4月　一般病床105床、療養病床43床の計148床に変更
- 2021年 令和3年
  - 4月 一般病床85床、療養病床33床の計118床に変更
- 2025年 令和7年
  - 4月 一般病床60床、療養病床33床の計93床に変更

## 診療科
出典
- 内科
- 外科
- 整形外科
- 小児科
- 産婦人科
- 耳鼻咽喉科
- 眼科
- リハビリテーション科
- 人工透析内科

## 交通
出典
- 天草空港から車で約1時間
- 熊本空港から車で約3時間